# 字节对编码
字节对编码 是一种简单的数据压缩形式，这种方法用数据中不存的一个字节表示最常出现的连续字节数据。这样的替换需要重建全部原始数据。

## 字节对编码实例
假设我们要编码如下数据
```
aaabdaaabac
```

字节对“aa”出现次数最多，所以我们用数据中没有出现的字节“Z”替换“aa”得到替换表
```
Z <- aa
```

数据转变为
```
ZabdZabac
```

在这个数据中，字节对“Za”出现的次数最多，我们用另外一个字节“Y”来替换它（这种情况下由于所有的“Z”都将被替换，所以也可以用“Z”来替换“Za”），得到替换表以及数据
```
Z <- aa
Y <- Za
```

```
YbdYbac
```

我们再次替换最常出现的字节对得到：
```
Z <- aa
Y <- Za
X <- Yb
```

```
XdXac
```

由于不再有重复出现的字节对，所以这个数据不能再被进一步压缩。
解压的时候，就是按照相反的顺序执行替换过程。